# Championnat d'Islande de football de deuxième division 1992
Navigation
Saison précédente Saison suivante
La saison 1992 de 2. Deild était la 38e édition de la deuxième division islandaise. Les 10 clubs jouent les uns contre les autres lors de rencontres disputées en matchs aller et retour.
Les 2 premiers du classement en fin de saison sont promus en 1. Deild, tandis que les 2 derniers sont relégués en 3. Deild.
L'ÍBK Keflavík retrouve l'élite après 3 saisons en 2e division, il est promu en compagnie du Fylkir Reykjavik, qui accède pour la 2e fois de son histoire en première division après l'accession obtenue en 1988.
En bas de classement, le Víðir Garður, relégué de 1. Deild, est rétrogradé en 3e division, tout comme l'UMF Selfoss.

## Compétition

### Classement
Le barème de points servant à établir le classement se décompose ainsi :
- Victoire : 3 points
- Match nul : 1 point
- Défaite : 0 point

| Rang | Équipe                 | Pts | J  | G  | N | P  | Bp | Bc | Diff |
| ---- | ---------------------- | --- | -- | -- | - | -- | -- | -- | ---- |
| 1    | Fylkir Reykjavik       | 43  | 18 | 14 | 1 | 3  | 47 | 19 | +28  |
| 2    | ÍBK Keflavík           | 40  | 18 | 12 | 4 | 2  | 42 | 16 | +26  |
| 3    | UMF Grindavík          | 29  | 18 | 9  | 2 | 7  | 35 | 31 | +4   |
| 4    | Leiftur Ólafsfjörður P | 28  | 18 | 8  | 4 | 6  | 38 | 23 | +15  |
| 5    | þrottur Reykjavik      | 25  | 18 | 8  | 1 | 9  | 31 | 36 | -5   |
| 6    | Stjarnan Gardabaer R   | 24  | 18 | 6  | 6 | 6  | 29 | 26 | +3   |
| 7    | Bolungarvík P          | 21  | 18 | 5  | 6 | 7  | 26 | 36 | -10  |
| 8    | IR Reykjavik           | 18  | 18 | 4  | 6 | 8  | 23 | 33 | -10  |
| 9    | Víðir Garður R         | 15  | 18 | 3  | 6 | 9  | 20 | 30 | -10  |
| 10   | UMF Selfoss            | 7   | 18 | 1  | 4 | 13 | 20 | 61 | -41  |

|  | Promu en 1. Deild      |
|  | Relégation en 3. Deild |

## Bilan de la saison
| Promotion et relégation |                               |
| Relégué en 3. Deild     | Víðir Garður UMF Selfoss      |
| Promu en 1. Deild       | Fylkir Reykjavik ÍBK Keflavík |

## Meilleurs buteurs
| # | Buteurs               | Clubs                | Nb de Buts |
| - | --------------------- | -------------------- | ---------- |
| 1 | Oli þor Magnusson     | ÍBK Keflavík         | 18         |
| 2 | þorlakur Arnason      | Leiftur Ólafsfjörður | 17         |
| 3 | Kjartan Einarsson     | ÍBK Keflavík         | 15         |
| 4 | Indridi Einarsson     | Fylkir Reykjavik     | 13         |
| 4 | Kristinn Tomasson     | Fylkir Reykjavik     | 13         |
| 6 | þordur Birgir Bogason | UMF Grindavík        | 10         |
| 7 | Hlynur Johannsson     | Víðir Garður         | 9          |